# Rektorenpalast

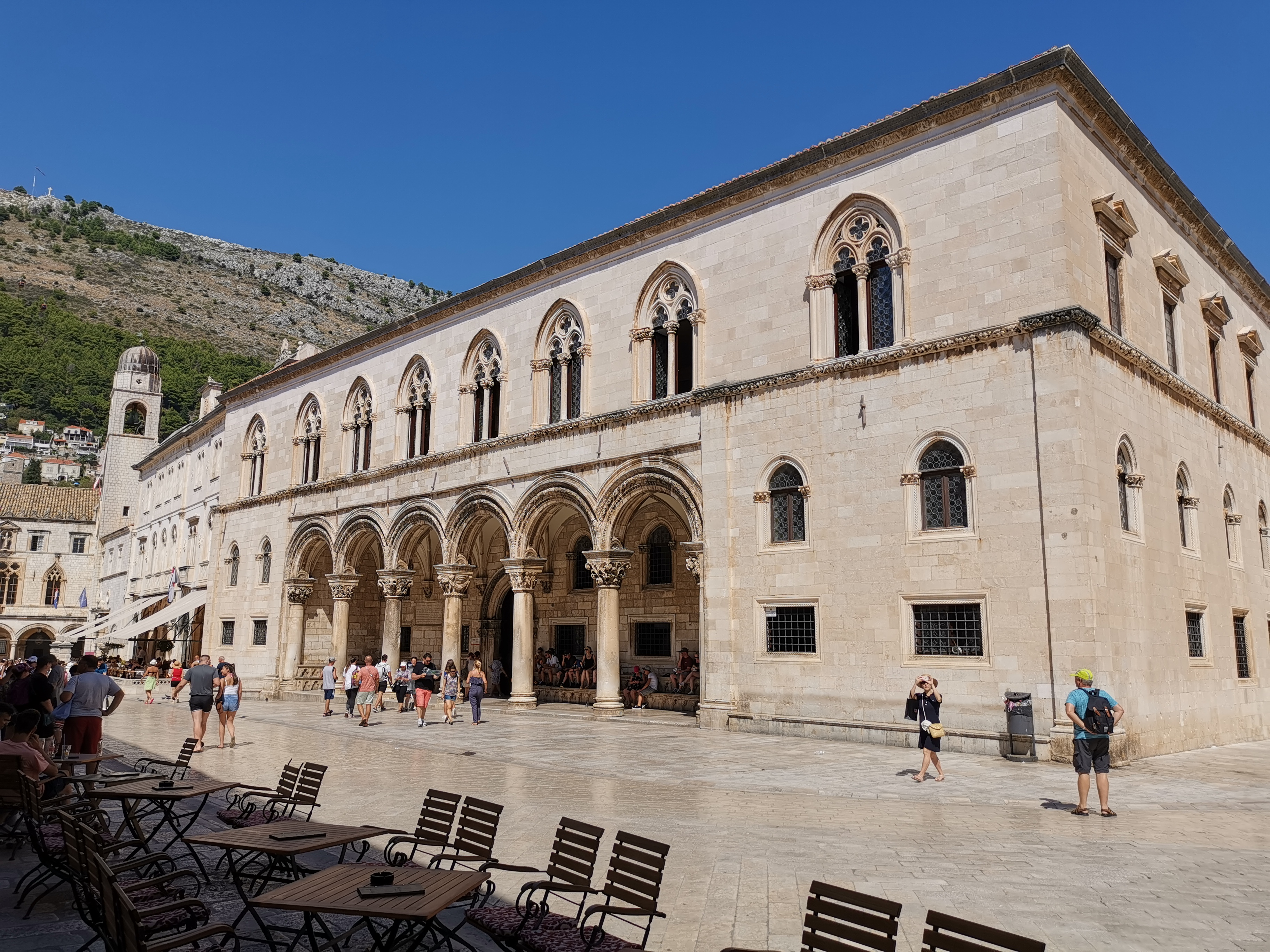
Der Rektorenpalast in Dubrovnik

Der Rektorenpalast (serbokroatisch Knežev dvor, italienisch Palazzo dei Rettori) ist ein zweistöckiger Palast in der Altstadt der kroatischen Stadt Dubrovnik. Bis 1808 war er der Regierungssitz der autonomen Republik Ragusa. Seine äußere Gestalt, in der Elemente der Spätgotik und der Frührenaissance vermischt sind, geht auf Pläne der Architekten Onofrio della Cava, Giorgio da Sebenico und Salvi di Michele aus dem 15. Jahrhundert zurück. Bis ins 19. Jahrhundert wurde der Palast wiederholt beschädigt und renoviert.

## Name
Weil das Staatsoberhaupt der Republik Ragusa im Serbokroatischen in der Regel knez „Fürst“ (vgl. lateinisch comes) und dementsprechend auch der Palast Knežev dvor genannt wird, ist auf vielen maschinell übersetzten Webseiten und anderen Informationsmaterialien von „Fürstenpalast“ die Rede. Da das Oberhaupt aber nicht dynastisch bestimmt war, sondern gewählt wurde und sogar monatlich wechselte, ist der monarchische Titel in anderen Sprachen unpassend, weswegen sich der italienische Titel rettore „Leiter, Rektor“ (bzw. lateinisch rector) und für den Palast entsprechend Palazzo dei Rettori „Rektorenpalast“ durchgesetzt haben. In der älteren deutschsprachigen Literatur findet sich auch der Name „Palast der Rectoren“.
So wie der Hauptsitz wurden auch die Verwaltungssitze der Republik in den Gebieten außerhalb der Stadt genannt, es gibt beispielsweise einen Rektorenpalast in Slano oder Lopud.

## Geschichte
Der Vorgängerbau des Rektorenpalastes wird erstmals 1272 in einer lateinischen Quelle als castellum „Kastell, Festung, Burg“ erwähnt. Seine primäre Funktion war noch, das Zentrum der Stadt zu beschützen, was sich bis heute darin zeigt, dass der Palast in die Stadtmauer eingebunden ist. Im Verlauf des 14. Jahrhunderts trat die Befestigungsfunktion zunehmend in den Hintergrund und 1349 wird zum ersten Mal von einem palatium „Palast“ gesprochen. Als der Stradun angelegt wurde, beschloss der Große Rat, die Burg zu einem repräsentativen Regierungssitz auszubauen. Der Bauarbeiten begannen 1388 und wurden um 1425 abgeschlossen. Im neuen spätgotischen Palast wohnte und regierte der Rektor, tagten die Räte und der Senat, außerdem waren darin das städtische Gefängnis und das Waffenlager untergebracht. In letzterem kam es am 10. August 1435 zu einer Schießpulverexplosion und einem Brand. Das Gebäude wurde dabei stark beschädigt. Den Wiederaufbau übertrug man Onofrio della Cava, der unter anderem auch zwei Brunnen in der Stadt errichtete. Vermutlich ließ er das ursprüngliche Gebäude bis auf die Grundmauern niederreißen und errichtete einen Neubau mit spätgotischer Formensprache und einigen Renaissance-Elementen. Die Arbeiten waren 1442 abgeschlossen.
Am 8. August 1463 wurde der Palast durch eine erneute Explosion verwüstet. Der Florentiner Michelozzo di Bartolommeo, der bereits die Festungsbauten modernisiert und erweitert hatte, unterbreitete 1464 den Plan für einen kompletten Neubau in einheitlichem Renaissance-Stil, den die Räte aber ablehnten. Der Humanismus war in Dubrovnik noch zu wenig etabliert, der neuen Mode begegnete man generell mit Skepsis, außerdem wollte man unnötige Ausgaben vermeiden. Michelozzo reiste noch im selben Jahr verärgert und enttäuscht ab. Stattdessen wurde die Leitung für den Wiederaufbau Giorgio da Sebenico, dem Erbauer der Kathedrale des Heiligen Jakob in Šibenik, und Salvi di Michele übertragen, die sich zu einer Kompromisslösung bereit erklärten, die alte Form weitgehend rekonstruierten und nur zurückhaltend Renaissance-Elemente einbanden.
Am 17. Mai 1520 wurde der Rektorenpalast bei einem Erdbeben teilweise beschädigt. Der Baumeister Petar Andrijić aus Korčula führte die Reparaturen aus. Zwischen 1548 und 1559 wurden mehrere Dramen von Marin Držić beim Rektorenpalast uraufgeführt: das Schäferspiel Tirena und die Tragödie Hekuba im Freien davor, die Komödie Dundo Maroje im Ratssaal, der sich damals im an den Rektorenpalast anschließenden Rathaus befand.
Bei einem Blitzeinschlag 1610 wurde die von Onofrio della Cava errichtete Waffenkammer im Südflügel zerstört. Das große Erdbeben am 6. April 1667 verursachte verheerende Schäden am ganzen Gebäude. Der Wiederaufbau unter verschiedenen Architekten zog sich bis ans Ende des Jahrhunderts. Dabei wurde auch eine Kapelle eingebaut. Das obere Geschoss wurde ganz neu gestaltet.
Der letzte Rektor, der im Rektorenpalast regierte, war Sabo Đurđević (Giorgi). Er wurde Ende des Jahres 1807 gewählt. Am letzten Tag seiner Amtszeit, dem 31. Januar 1808, wurde die Republik Ragusa aufgelöst und im Wiener Kongress 1814/15 als Bezirkshauptmannschaft Ragusa dem Königreich Dalmatien in der Habsburgermonarchie zugeschlagen. Der Rektorenpalast war fortan bis 1918 Sitz des k.k. Bezirkshauptmanns.

## Baugestaltung

### Fassade und Loggia
Das Obergeschoss hat hohe Biforienfenster. Im Erdgeschoss befindet sich eine Loggia mit sechs Arkadenbögen und gotischem Kreuzrippengewölbe. Auf den Steinsitzen an den Wänden saßen früher der Rektor, der Bischof und Mitglieder des Senats bei hohen Feierlichkeiten.
Bemerkenswert ist ein Kapitell, das den antiken Gott der Heilkunst Asklepios (Äskulap) zeigt. Bis heute hält sich die Legende, es stamme von einem Asklepiostempel in der antiken Siedlung Epidauros (heute Cavtat) und sei im Mittelalter nach Dubrovnik gebracht worden. Francesco Maria Appendini urteilte über diese These 1802, es sei nulla di più verisimile „nichts wahrscheinlicher“ als das. Rudolf Eitelberger hingegen bezeichnete die Figur 1861 spöttisch als „Alchemist mit langem Barte, einer Mütze auf dem Kopfe und Retorten in seiner Nähe“. Es handle sich klar um eine „etwas spießbürgerliche Vorstellung“ von Asklepios aus dem 15. Jahrhundert, die für den ursprünglichen Bau erschaffen worden sei.
Rechts in der Loggia befindet sich die Porta della Carità, über der eine allegorische Darstellung der Caritas, der christlichen Tugend der Nächstenliebe und Wohltätigkeit, prangt. Die Tür führte früher in die Kornkammern der Stadt, aus welcher gelegentlich Spenden an die arme Bevölkerung verteilt wurden.

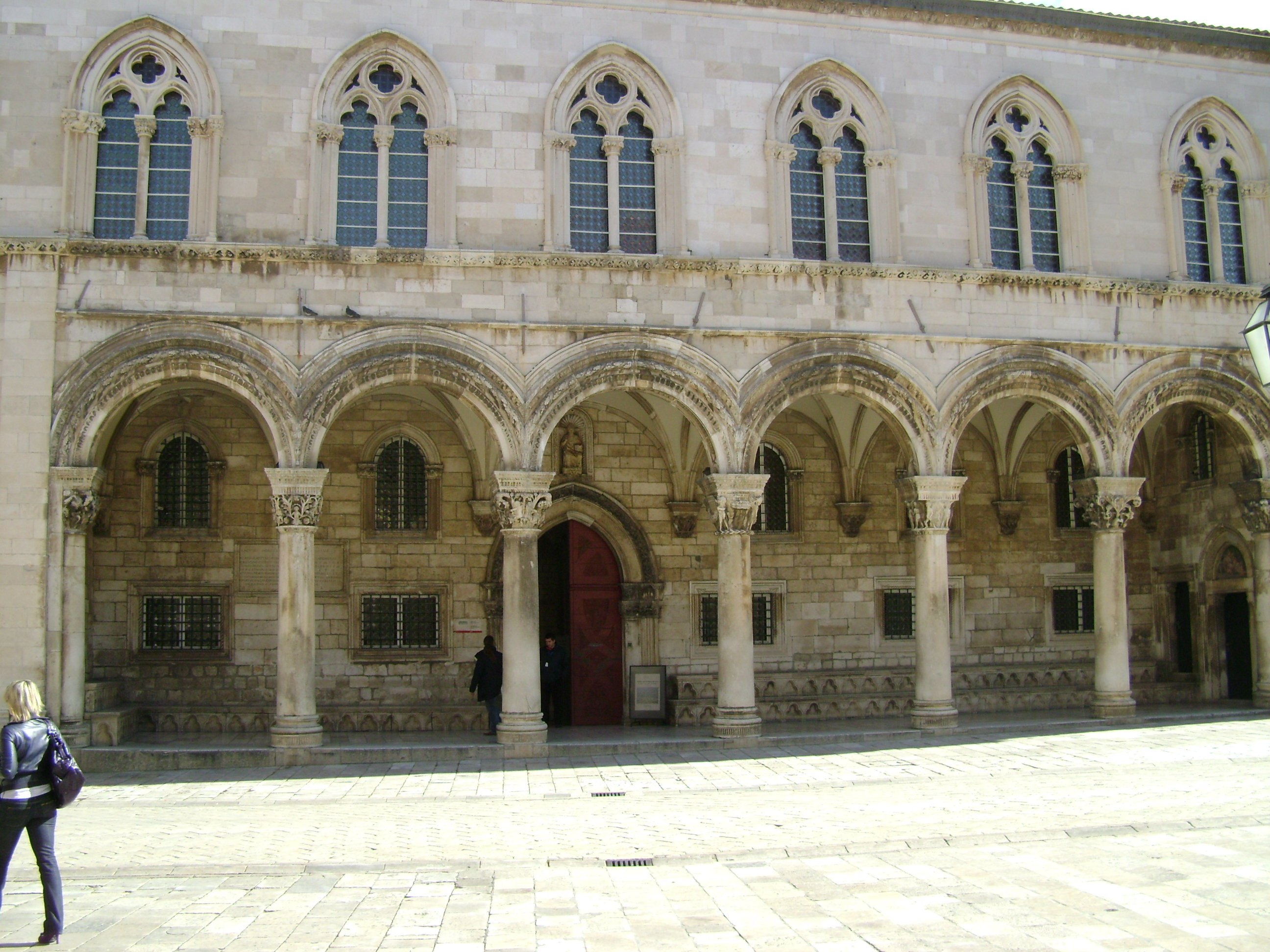
Fassade
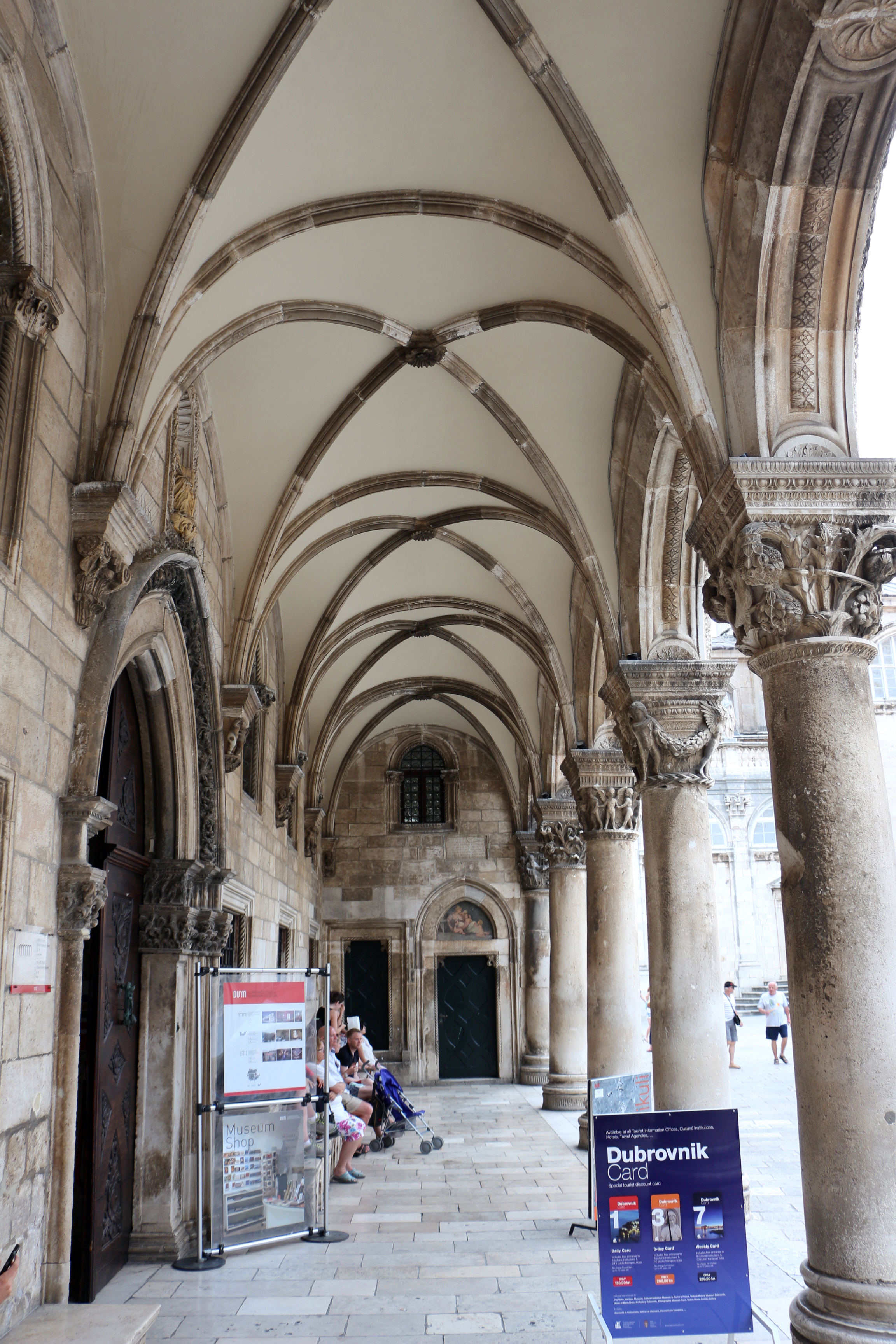
Loggia
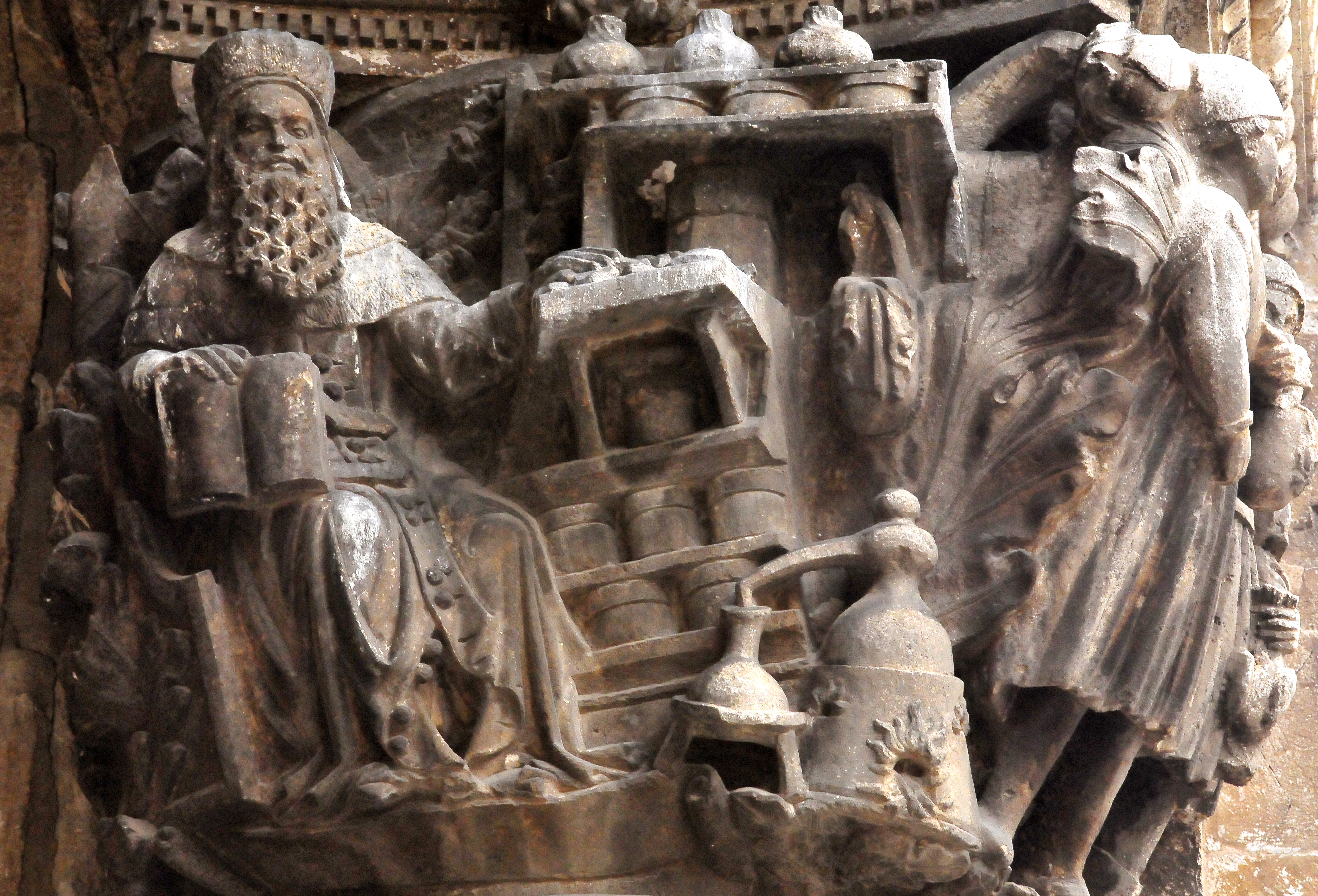
Asklepios-Kapitell
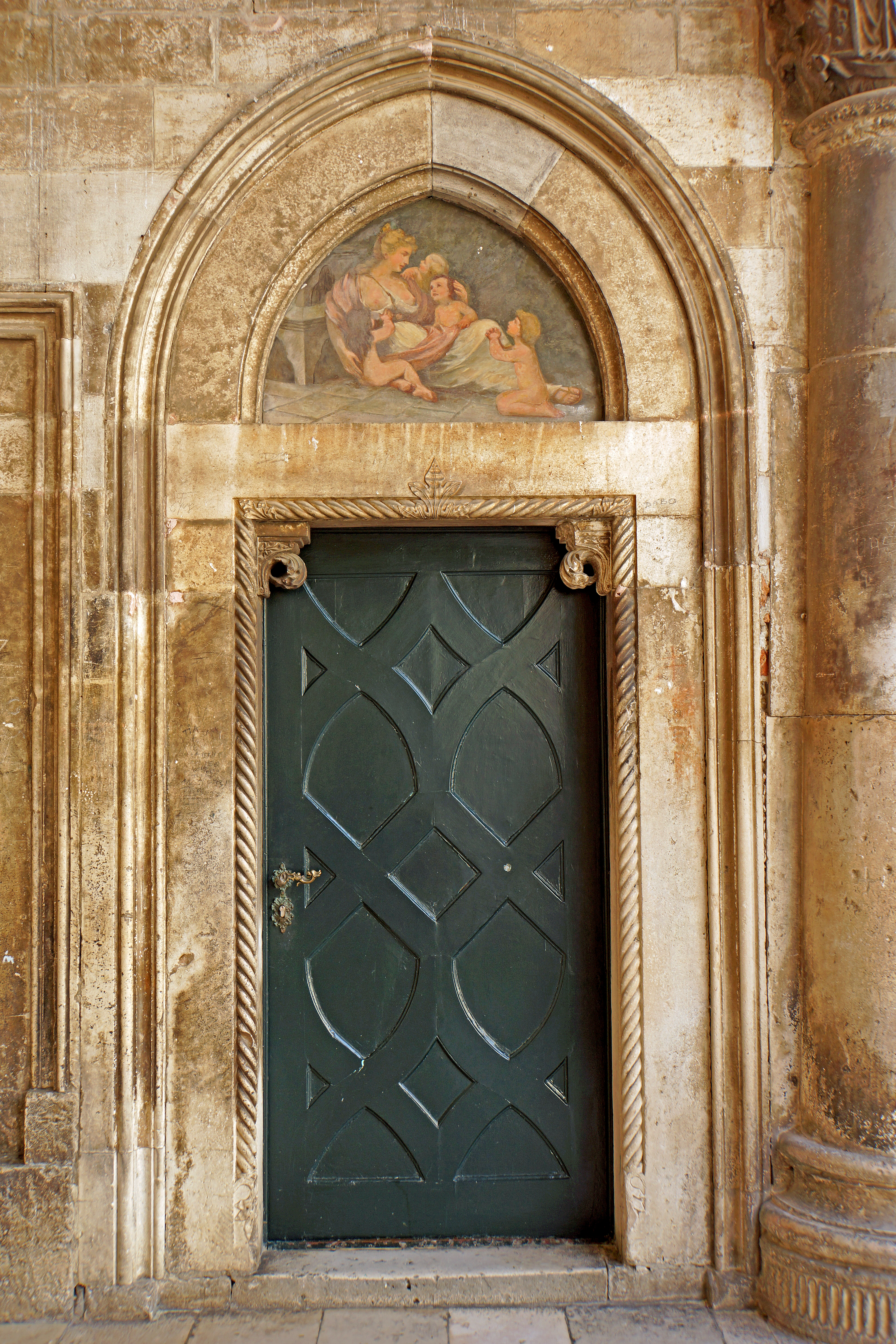
Porta della Carità

### Atrium
Das Atrium ist mit Arkaden umstanden und enthält eine geschwungene Stiege und einen Brunnen aus dem 15. Jahrhundert.  An der dem Eingang gegenüberliegenden Seite steht eine Bronzebüste, die Miho Pracat (Michele Prazatto; 1522–1607) zeigt. Er stammte von der Insel Lopud, gelangte in der Schifffahrt und dem Bankwesen zu großem Reichtum und spendete bereits zu seinen Lebzeiten hohe Summen für wohltätige und religiöse Zwecke. Nach seinem Tod hinterließ er sein ganzes Vermögen der Wohlfahrt. 1638 ehrte ihn die Stadt Dubrovnik mit dem Denkmal, das Pietro Giacometti anfertigte. Es ist das einzige Denkmal, das in der Zeit der Republik Ragusa einem Bürger im öffentlichen Raum gewidmet wurde. 1825–1878 stand auch der Dubrovniker Roland im Atrium des Rektorenpalastes.

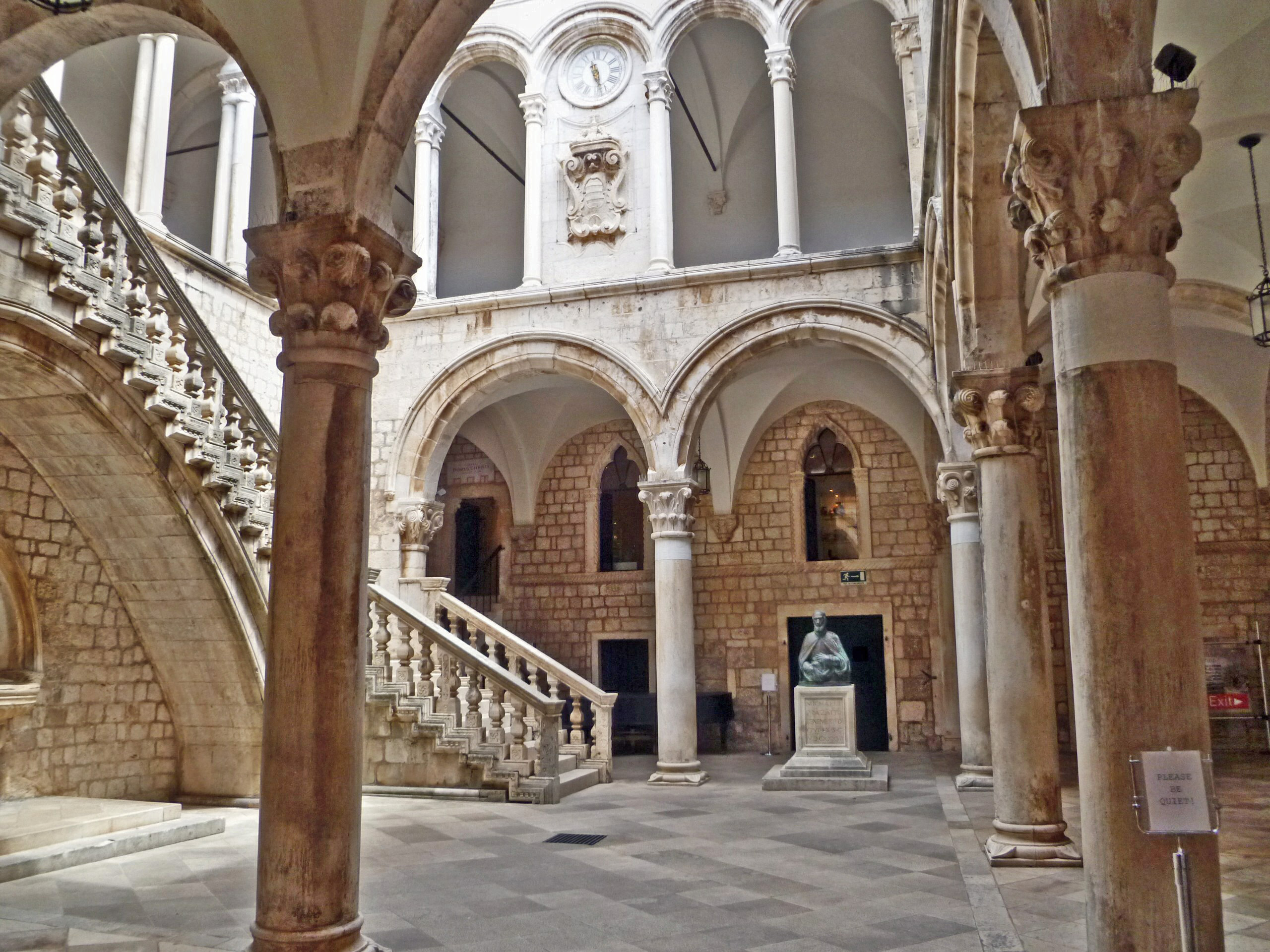
Atrium
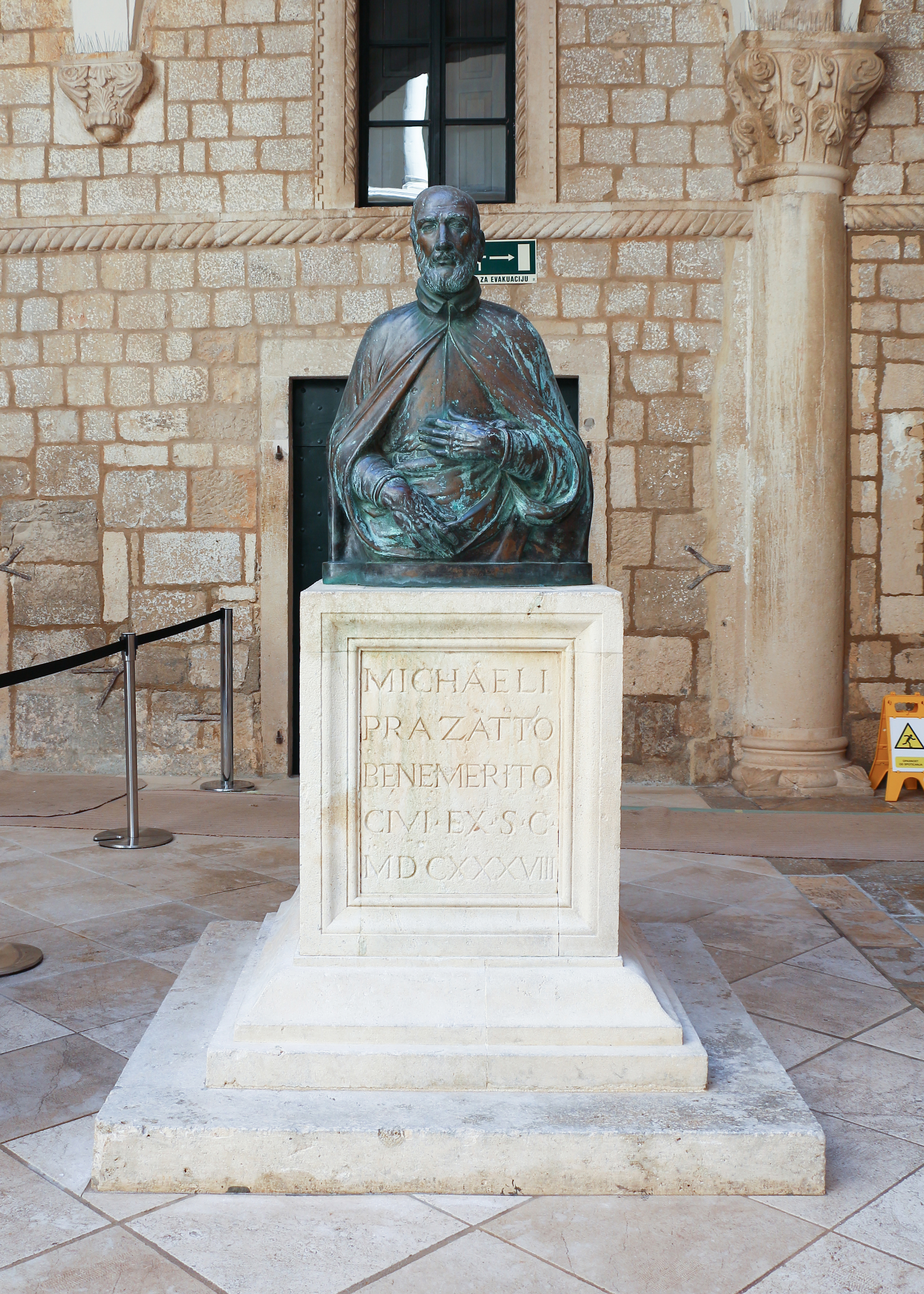
Büste von Miho Pracat
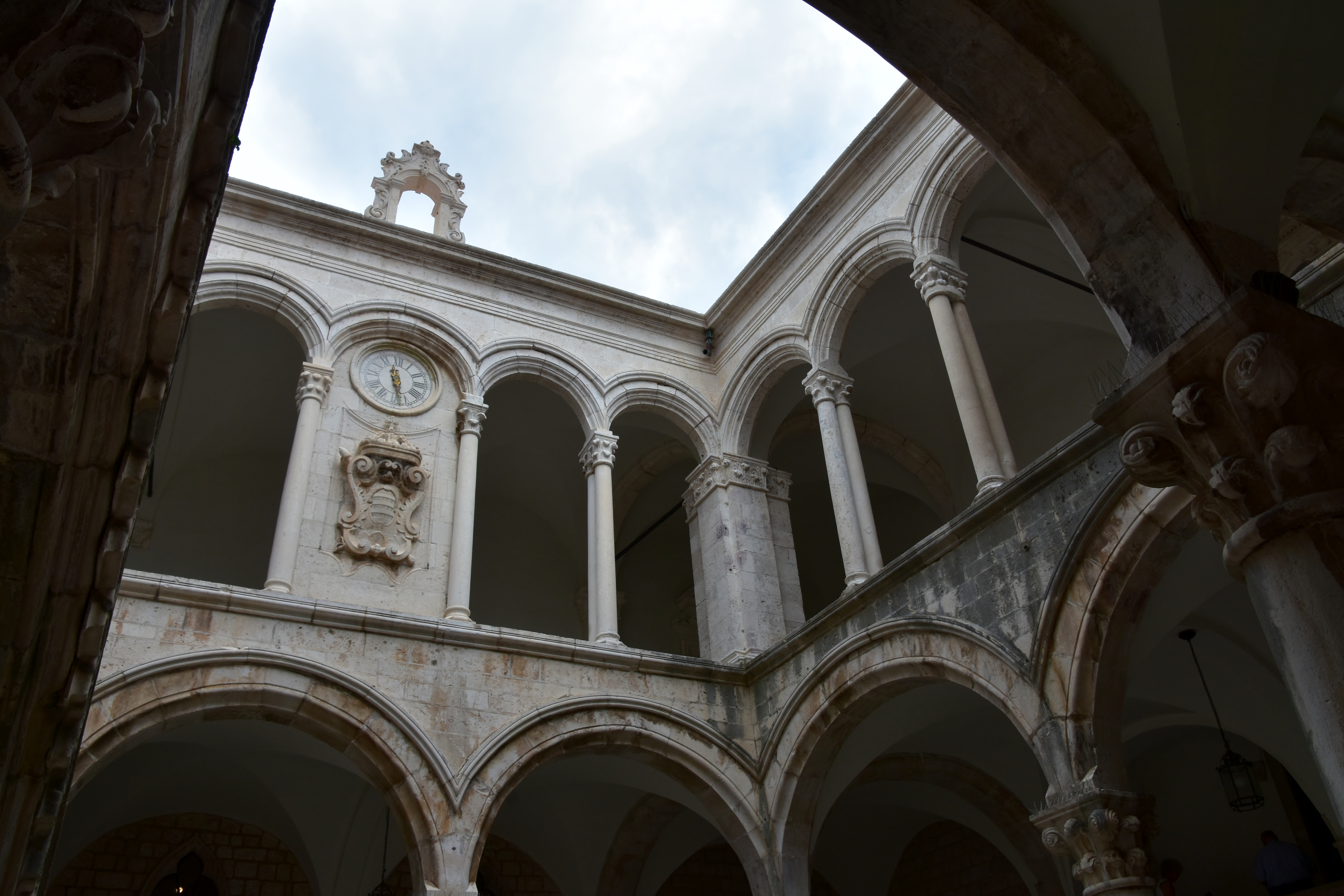
Erster Stock

### Innenausstattung
Die Innenräume sind auffällig schlicht gehalten, was den republikanischen Pragmatismus widerspiegelt. Dieser zeigt sich auch in einer Inschrift am Rathaus neben dem Rektorenpalast: Obliti privatorum publica curate („Vergesst das Private, kümmert euch um das Öffentliche“).

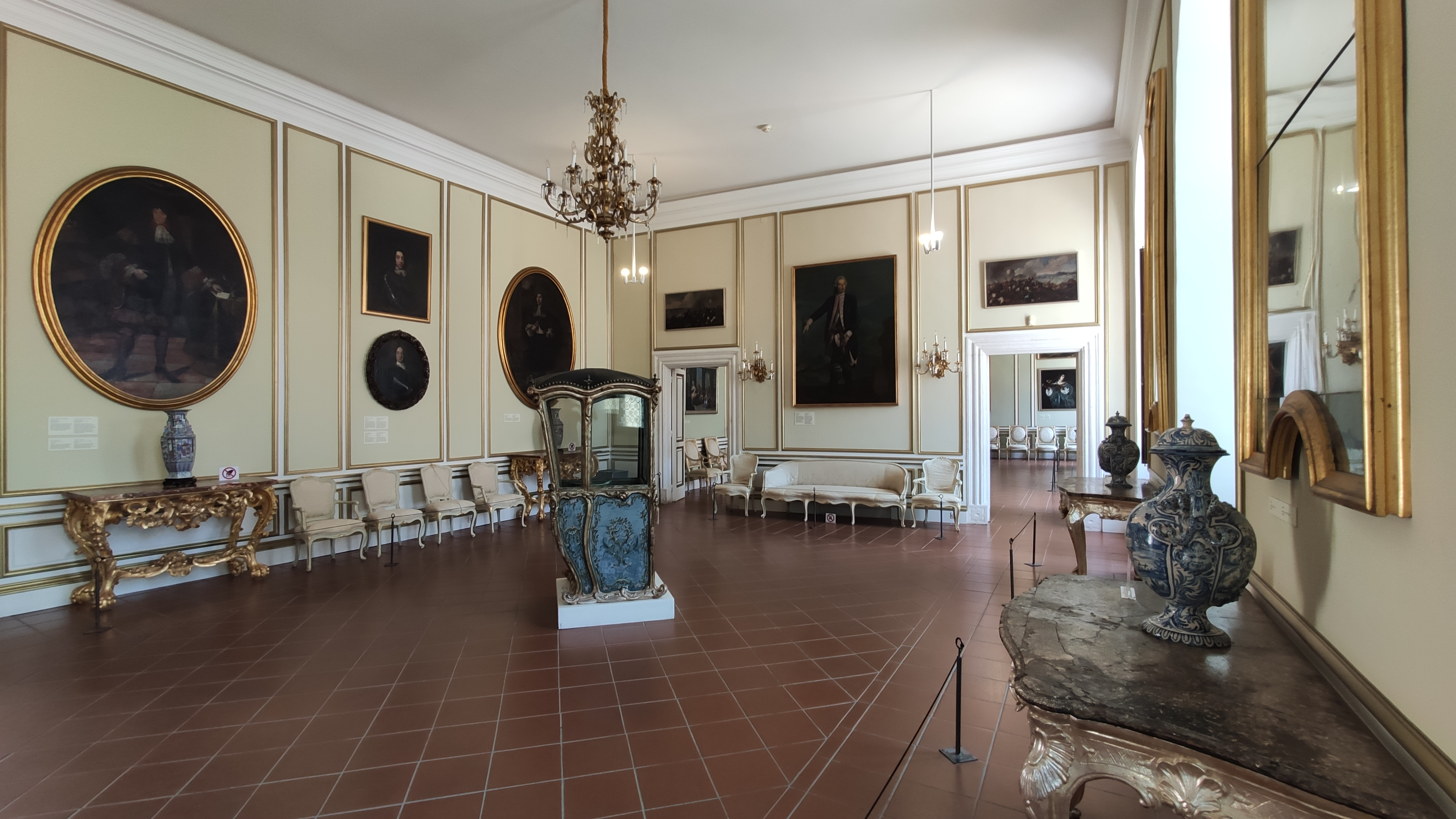
Raum des Kulturhistorischen Museums mit Sänfte
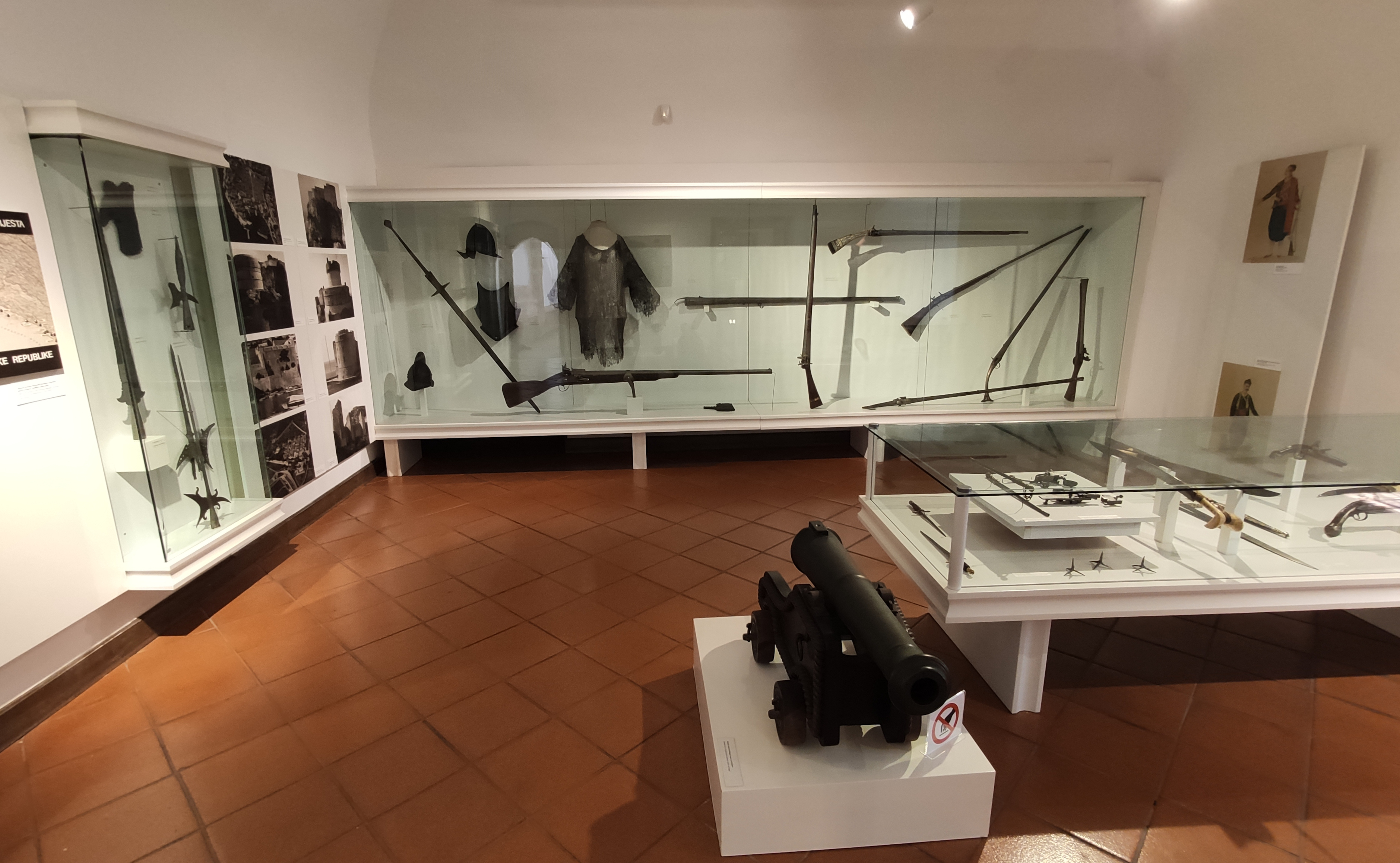
Waffensammlung im Kulturhistorischen Museum

## Heutige Nutzung
Seit 1950 ist im Rektorenpalast das Kulturhistorische Museum (Kulturno-povijesni muzej) untergebracht. Es wurde als Heimatmuseum gegründet und bildet seit den 1990er Jahren mit dem Archäologischen Museum, dem Ethnographischen Museum und dem Schifffahrtsmuseum den Verbund Dubrovniker Museen (Dubrovački muzeji). In einer Dauerausstellung mit Gemälden, antiken Möbeln, Fotografien, Waffen, Münzen und vielen weiteren Exponaten wird über die Geschichte der Republik Ragusa informiert.
Das 1924 gegründete Dubrovniker Sinfonieorchester (Dubrovački simfonijski orkestar) spielt jeweils im Atrium des Rektorenpalastes. Ein Höhepunkt seiner hiesigen Tätigkeit sind die jährlich stattfindenden Sommerspiele Dubrovnik.
In der zweiten Staffel der Fernsehserie Game of Thrones (2012) sieht man den Rektorenpalast einmal im Hintergrund, als Daenerys Targaryen den Gewürzkönig um Schiffe bittet.